# ストレッチポール

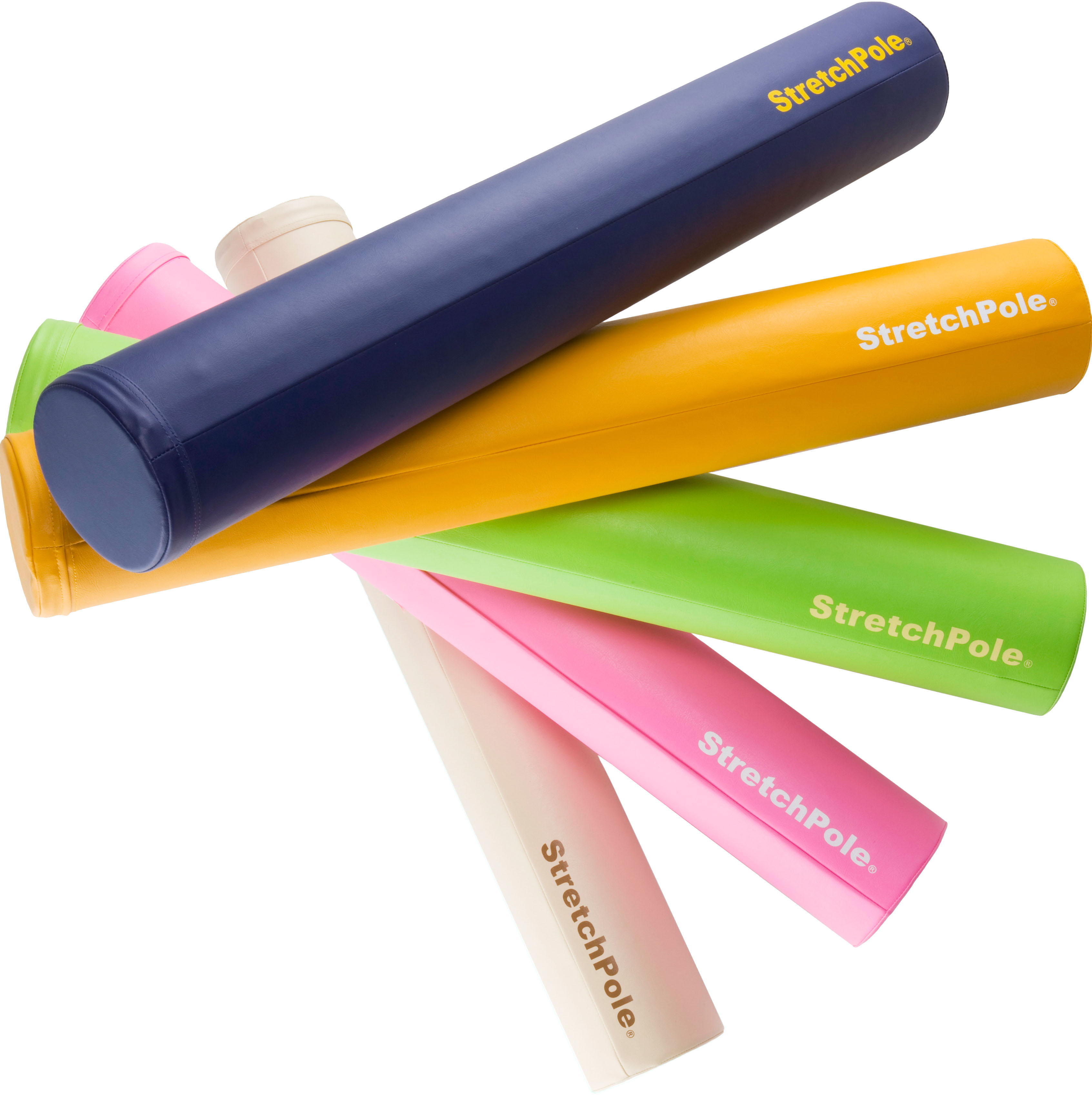
ストレッチポール

ストレッチポール（StretchPole）は、株式会社LPNが製造・販売するフォームローラーの一種。アメリカ合衆国で使用されていたフォームローラーを元に、開発された。

## 素材
ストレッチポールは人が直接寝て使用する器具のため、開発時には効果を損なわず、且つ使用時に痛みを伴わないような適度な「硬度」と、使用後には元の円柱状に復元する「粘性」が求められたため、双方を実現する素材として発泡オレフィン系樹脂を採用している。

## 実績
ストレッチポールは、その上に寝てエクササイズを行うことで、本来、人の手が届かない身体の深層部にある筋群、関節をゆるめ、骨格を整える健康器具として主に使用されている。また、姿勢維持、安定に重要な役割を果たすコアの強化を目的とした使用方法もある。日本コアコンディショニング協会（JCCA）でも公式ツールとして採用されている。現在は理学療法士など医療従事者もその効果に着目し、医学的見地からの研究がはじまっており、JCCAシンポジウムでその研究結果が発表されている。また、2007年6月には世界理学療法連盟学会（WCPT）でも研究発表が行われている。
その効果に注目したプロアスリート、トレーナーがストレッチポールを採用し、パフォーマンス向上、故障後の早期競技復帰に貢献。その後はフィットネス用品としてフィットネスクラブ、スポーツジムなどで多く採用され、サッカーの中村俊輔やバレエダンサーの草刈民代が使用している映像がテレビ番組で放映されたことで、広く一般的に家庭内でも取り入れられるようになった。
現在ではアスリートから、タレント、モデルなど、身体のケアが必要な職業ではスタンダードなツールとなっている。
2014年より、アメリカでのストレッチポールの販売もスタートし、国外にもシェアを拡大している。

## 使用方法
米国では、セルフマッサージやバランストレーニングに用いられることが多いが、日本ではストレッチポールに沿って仰向けに寝て行うエクササイズが一般的である。メーカーのLPNも、公式エクササイズとして紹介しているのは全て仰向けに寝て行う方法である。
スポーツ現場などでは、アスレティックトレーナーやアスリートが円柱形を利用して様々なエクササイズを行っている。

## 種類
最もベーシックなものはストレッチポールEX。直径15cm、長さ98cmである。
その他に、直径12.5cm、表面に緩衝材が入っているストレッチポールMX、EXが半分に切られかまぼこ型になっており、長さ40cmを並べて用いるストレッチポールハーフカットがある。